# Dischidiopsis incrassata
Dischidiopsis incrassata är en oleanderväxtart som beskrevs av Rudolf Schlechter. Dischidiopsis incrassata ingår i släktet Dischidiopsis och familjen oleanderväxter. Inga underarter finns listade i Catalogue of Life.